# Énergie en Birmanie

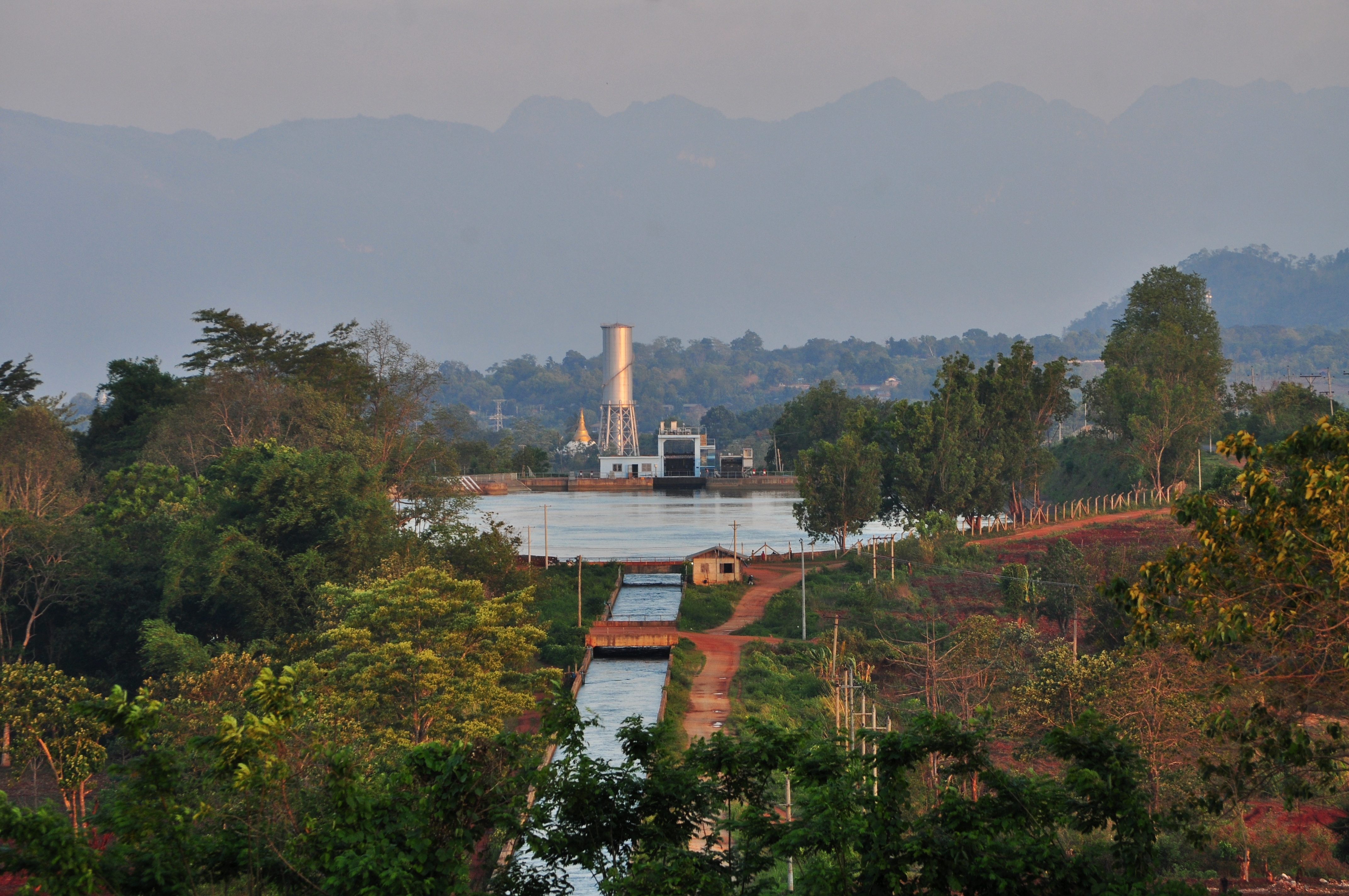
Réservoir de barrage dans l'État de Kayah en 2018.

Le secteur de l'énergie en Birmanie est orienté vers l'exportation de gaz naturel et d'hydroélectricité.

## Secteur amont des hydrocarbures

### Géologie
Un important système pétrolier tertiaire s'étend sur le bassin de l'Irrawaddy et en mer d'Andaman. Les roches-mères de cette région ont produit beaucoup plus de gaz naturel que de pétrole. 

### Production
La production de pétrole à petite échelle et suivant des méthodes artisanales est attestée dès le XIIIe siècle. La Burmah Oil, créée en 1886 pour exploiter industriellement le pétrole de cette région, est l'un des ancêtres du puissant groupe BP.

## Exportations et transit d'hydrocarbures

### Projet Yadana

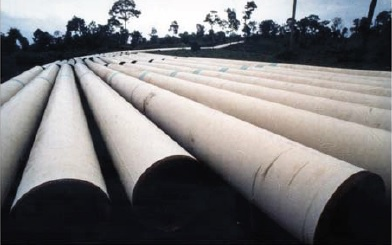
Chantier du gazoduc de Yadana.

Ce projet a vu le démarrage de sa production en 1998. Il s'agit d'un projet intégré, comprenant la mise en production d'un gisement offshore en mer d'Andaman et la construction d'un gazoduc permettant l'exportation du gaz produit vers la Thaïlande. Total SA est opérateur du projet, ses partenaires sont Chevron, PTT (entreprise thaïlandaise) et MOGE (entreprise publique birmane). Les exportations de gaz birman vers la Thaïlande se chiffrent à environ 10 km3 par an. Le projet a été l'objet de nombreuses controverses : en particulier, des ONG comme Earthrights dénoncent l'impact de la construction de la partie birmane du pipeline, tant en matière de biodiversité que concernant l'emploi du travail forcé.

### Projet Birmanie-Chine
Un deuxième projet orienté export, cette fois vers la Chine, comprend un gazoduc et un oléoduc construit sur le même itinéraire. Le gazoduc est entré en service en 2013, il permet l'exportation vers la Chine (Yunnan) du gaz du gisement Shwe. Comme dans le cas du projet Yadana, le projet amont a été mené de pair avec la construction du pipeline. L'opérateur du gisement est la filiale pétrogazière de Daewoo.
L'oléoduc part d'un terminal pétrolier construit spécialement sur une petite île proche de Kyaukpyu. Il permet de faire transiter vers le Yunnan du pétrole importé du Moyen-Orient et d'Afrique en abrégeant le trajet et en évitant le détroit de Malacca.

## Secteur de l'électricité
La production d'électricité en Birmanie est de 16 TWh en 2016, provenant pour 60 % de l'hydroélectricité et pour 40 % de centrales au gaz naturel. 
Le potentiel hydroélectrique de la Birmanie a été chiffré à 39 GW. Seule une fraction de ce potentiel est exploitée, la capacité installée en 2015 est de 3,1 GW. De nombreux barrages sont en construction ou en projet pour exploiter ce potentiel, avec pour objectif d'exporter de l'électricité vers la Chine et la Thaïlande. 